# Pionosyllis longocirrata
Pionosyllis longocirrata är en ringmaskart som beskrevs av Saint Joseph 1887. I den svenska databasen Dyntaxa används istället namnet Parapionosyllis longocirrata. Enligt Catalogue of Life ingår Pionosyllis longocirrata i släktet Pionosyllis och familjen Syllidae, men enligt Dyntaxa är tillhörigheten istället släktet Parapionosyllis och familjen Syllidae. Arten har ej påträffats i Sverige. Inga underarter finns listade i Catalogue of Life.